# Ермейчук, Мария Викторовна
Мари́я Ви́кторовна Ермейчу́к (; род. 29 мая 2000) — российская кёрлингистка. Мастер спорта России (2018, кёрлинг).
Игрок смешанной сборной России на чемпионате мира по кёрлингу среди смешанных команд 2017.
Выступает за клуб «Адамант» (Санкт-Петербург).

## Достижения
- Чемпионат России по кёрлингу среди женщин: бронза (2018).
- Кубок России по кёрлингу среди женщин: бронза (2019).
- Зимний европейский юношеский Олимпийский фестиваль: золото (2017).
- Чемпионат России по кёрлингу среди смешанных команд: золото (2019).
- Кубок России по кёрлингу среди смешанных команд: золото (2017).

## Команды
| Сезон                                               | Четвёртый            | Третий              | Второй               | Первый               | Запасной                                                   | Турниры                     |
| --------------------------------------------------- | -------------------- | ------------------- | -------------------- | -------------------- | ---------------------------------------------------------- | --------------------------- |
| 2016—17                                             | Ирина Низовцева      | Надежда Белякова    | Арина Пянтина        | Анастасия Мищенко    | Мария Ермейчук тренер: Светлана Яковлева                   | ЗЕЮОФ 2017                  |
| 2016—17                                             | Маргарита Евдокимова | Аида Афанасьева     | Вероника Тепляшина   | Мария Ермейчук       | Анастасия Халанская                                        | ЧРЖ 2017 (гр. «Б», 2 место) |
| 2017—18                                             | Мария Ермейчук       | Аида Афанасьева     | Мария Дроздова       | Маргарита Евдокимова | Вероника Тепляшина                                         | [ 9 ]                       |
| 2017—18                                             | Мария Бакшеева       | Мария Дуюнова       | Оксана Гертова       | Арина Заседателева   | Мария Ермейчук                                             | ЧРЖ 2018                    |
| 2018—19                                             | Мария Ермейчук       | Анастасия Халанская | Маргарита Евдокимова | Вероника Тепляшина   | Ольга Антонова                                             | ЧРЖ 2019 (12 место)         |
| 2019—20                                             | Мария Ермейчук       | Анастасия Халанская | Ольга Антонова       | Мария Дроздова       | Александра Кулумбекова                                     | КРЖ 2019                    |
| 2020—21                                             | Мария Ермейчук       | Анастасия Халанская | Нкеирука Езех        | Маргарита Евдокимова | Мария Дроздова тренеры: Константин Задворнов, Е.В. Ильиных | КРЖ 2020 (4 место)          |
| Кёрлинг среди смешанных команд (mixed curling)      |                      |                     |                      |                      |                                                            |                             |
| 2016—17                                             | Мария Ермейчук       | ?                   | ?                    | ?                    |                                                            | КРСК 2016 (8 место)         |
| 2017—18                                             | Алексей Стукальский  | Мария Ермейчук      | Олег Красиков        | Маргарита Евдокимова | тренер: Константин Задворнов                               | ЧМСК 2017 (5 место)         |
| 2017—18                                             | Алексей Стукальский  | Мария Ермейчук      | Олег Красиков        | Аида Афанасьева      |                                                            | КРСК 2017                   |
| 2017—18                                             | Андрей Дроздов       | Мария Ермейчук      | Пётр Дрон            | Маргарита Евдокимова |                                                            | ЧРСК 2018 (5 место)         |
| 2018—19                                             | Мария Ермейчук       | Пётр Дрон           | Маргарита Евдокимова | Николай Чередниченко |                                                            | КРСК 2018 (5 место)         |
| 2018—19                                             | Алексей Стукальский  | Мария Ермейчук      | Олег Красиков        | Анастасия Халанская  |                                                            | ЧРСК 2018                   |
| 2019—20                                             | Алексей Стукальский  | Мария Ермейчук      | Пётр Дрон            | Анастасия Халанская  | тренеры: Константин Задворнов, Е.В. Ильиных                | ЧРСК 2020 (6 место)         |
| Кёрлинг среди смешанных пар (mixed doubles curling) |                      |                     |                      |                      |                                                            |                             |
| 2017—18                                             | Мария Ермейчук       | Данил Киба          |                      |                      |                                                            | КРСП 2017 (11 место)        |

(скипы выделены полужирным шрифтом)